# Ricotta
Ricotta (en sicilià: ricotta) o Noratja Siciliana és un tipus de formatge originari de Sicília i tradicional de Basilicata, Sardenya, Campània, Pulla, Calàbria, Friül, Llombardia i Piemont fet del xerigot o sèrum de la llet d'ovelles, vaques i altres mamífers. La ricotta (aquesta paraula literalment significa recuit) fa servir el xerigot, que és un líquid límpid, amb poc greix, subproducte de la fabricació del formatge.
Quan es fa el formatge gran part de la proteïna de la llet es treu però en queda una part principalment en forma d'albúmina. Aquesta proteïna romanent es pot recollir si es fa que el xerigot sigui més àcid a través d'una fermentació addicional (deixant-lo de 12 a 24 hores a la temperatura normal ambient). Aleshores el xerigot fermentat és escalfat fins a quasi el punt d'ebullició. Així la proteïna precipita formant una fina massa quallada que una vegada refredada se separa passant-la per una tela fina. La quallada després del drenatge és la ricotta, un formatge de sèrum de llet.
La ricotta és un formatge de tipus fresc (oposat als formatges curats) granulós i cremós, de gust lleugerament dolç i amb un 13% de greix (varia del 8% en la de llet de vaca al 24% en la de llet ovina). Des del punt de vista energètic, varia entre les 130 i les 240 calories per 100 grams. En estat fresc és un producte altament moridor. A Itàlia no està classificat com un formatge sinó com un producte lacti.

## Usos culinaris
Com el formatge mascarpone la ricotta és molt popular en les postres italianes i en galetes. En els restaurants italians sovint se serveix la ricotta amb condiments, com sucre, canyella, aiguanaf i de vegades xocolata. La ricotta es fa servir molt en pasta, calzoni, pizza, manicotti, lasanya i raviolis. També pot substituir la maionesa.

## Variants

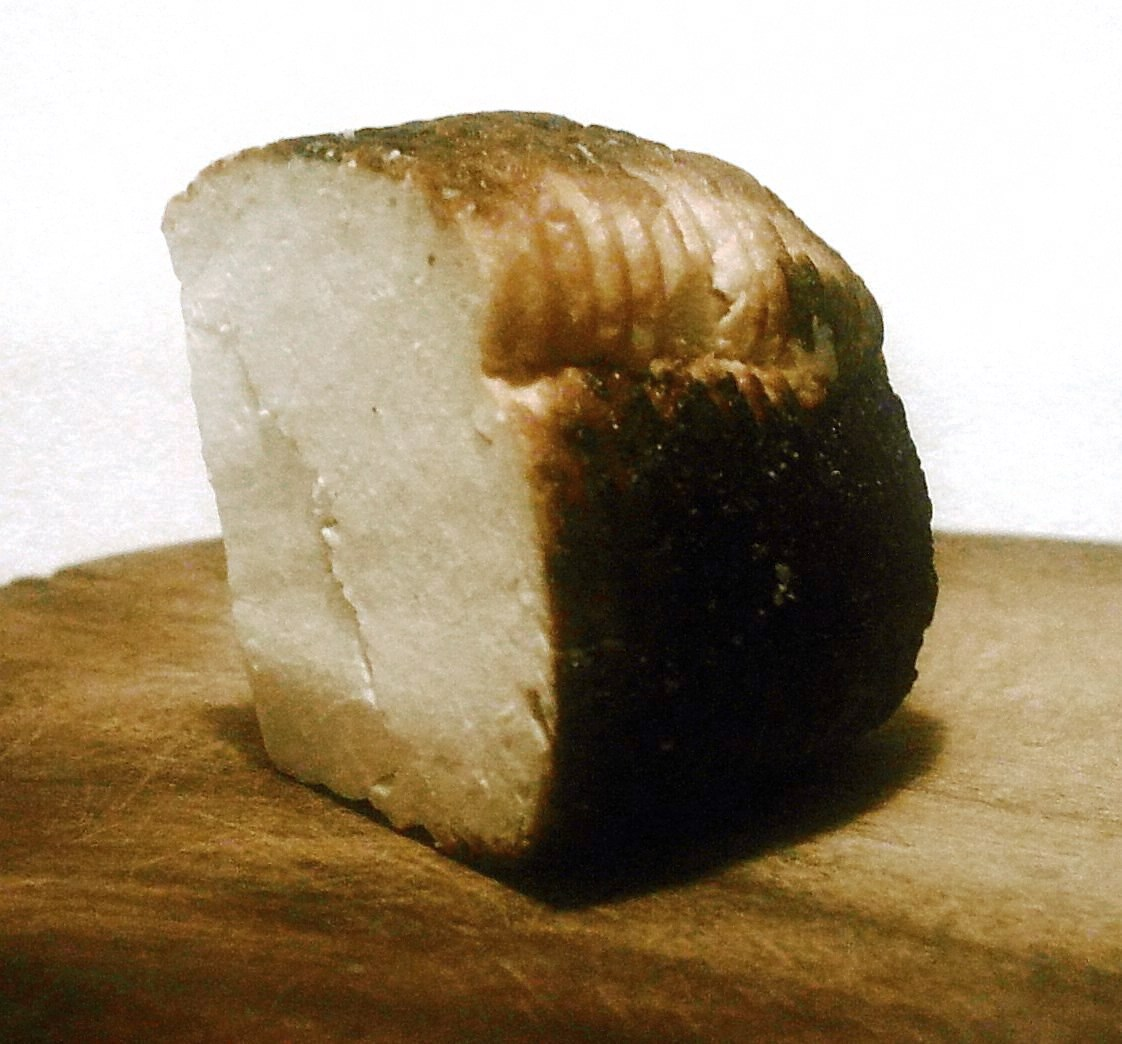
Ricotta infornata (al forn)

La ricotta tradicional es fa amb xerigot de la llet d'ovelles, vaques, cabres i búfales mentre que la d'Amèrica es fa gairebé sempre amb llet de vaca i té una textura diferent. Hi ha ricottes salades, cuites al forn i fumades.